# Canoagem nos Jogos Olímpicos de Verão de 2008 - K-2 1000 m masculino
A competição masculina do K-2 1000 metros da canoagem nos Jogos Olímpicos de Verão de 2008 foi realizada entre os dias 18 e 22 de agosto de 2008 no Parque Olímpico Shunyi.
Originalmente a dupla polonesa Adam Seroczyński e Mariusz Kujawski havia conquistado o quarto lugar, mas foram desclassicados em 11 de dezembro de 2008. Seroczyński testou positivo no antidoping pela presença de clenbuterol.

## Medalhistas
| Ouro   | GER Martin Hollstein e Andreas Ihle               |
| Prata  | DEN Kim Wraae Knudsen e René Holten Poulsen       |
| Bronze | ITA Andrea Facchin e Antonio Massimiliano Scaduto |

## Resultados

### Eliminatórias
Regras de classificação: 1º ao 3º → Final, 4º ao 7º mais o 8º melhor tempo → Semifinal, os restantes são eliminados

#### Eliminatória 1
| Pos. | Atletas                                | País          | Tempo    |     |
| ---- | -------------------------------------- | ------------- | -------- | --- |
| 1    | Martin Hollstein, Andreas Ihle         | GER Alemanha  | 3:15.987 | QF  |
| 2    | Kim Wraae Knudsen, René Holten Poulsen | DEN Dinamarca | 3:18.709 | QF  |
| 3    | Philippe Colin, Cyrille Carre          | FRA França    | 3:18.968 | QF  |
| 4    | Kevin De Bont, Bob Maesen              | BEL Bélgica   | 3:21.604 | QS  |
| 5    | Shen Jie, Huang Zhipeng                | CHN China     | 3:26.443 | QS  |
| 6    | Jose Giovanni Ramos, Gabriel Rodriguez | VEN Venezuela | 3:31.569 | QS  |
| -    | Markus Oscarsson, Anders Gustafsson    | SWE Suécia    | -        | DSQ |

#### Eliminatória 2
| Pos. | Atletas                                      | País              | Tempo    |    |
| ---- | -------------------------------------------- | ----------------- | -------- | -- |
| 1    | Zoltán Kammerer, Gábor Kucsera               | HUN Hungria       | 3:17.636 | QF |
| 2    | Adam Seroczyński, Mariusz Kujawski           | POL Polônia       | 3:18.282 | QF |
| 3    | Andrea Facchin, Antonio Massimiliano Scaduto | ITA Itália        | 3:18.897 | QF |
| 4    | Mike Walker, Steven Ferguson                 | NZL Nova Zelândia | 3:19.167 | QS |
| 5    | Krists Straume, Kristaps Zaļupe              | LAT Letônia       | 3:23.198 | QS |
| 6    | Mika Hokajärvi, Kalle Mikkonen               | FIN Finlândia     | 3:23.475 | QS |
| 7    | Steven Jorens, Ryan Cuthbert                 | CAN Canadá        | 3:29.037 | QS |

### Semifinal
Regras de classificação: 1º ao 3º → Final, os restantes estão eliminados
| Pos. | Atletas                                | País              | Tempo    |    |
| ---- | -------------------------------------- | ----------------- | -------- | -- |
| 1    | Krists Straume, Kristaps Zaļupe        | LAT Letônia       | 3:23.408 | QF |
| 2    | Mike Walker, Steven Ferguson           | NZL Nova Zelândia | 3:23.511 | QF |
| 3    | Shen Jie, Huang Zhipeng                | CHN China         | 3:24.031 | QF |
| 4    | Kevin De Bont, Bob Maesen              | BEL Bélgica       | 3:24.148 |    |
| 5    | Steven Jorens, Ryan Cuthbert           | CAN Canadá        | 3:26.635 |    |
| 6    | Mika Hokajärvi, Kalle Mikkonen         | FIN Finlândia     | 3:27.018 |    |
| 7    | Jose Giovanni Ramos, Gabriel Rodriguez | VEN Venezuela     | 3:27.423 |    |

### Final
| Pos. | Atletas                                      | País              | Tempo    |
| ---- | -------------------------------------------- | ----------------- | -------- |
|      | Martin Hollstein, Andreas Ihle               | GER Alemanha      | 3:11.809 |
|      | Kim Wraae Knudsen, René Holten Poulsen       | DEN Dinamarca     | 3:13.580 |
|      | Andrea Facchin, Antonio Massimiliano Scaduto | ITA Itália        | 3:14.750 |
| 4    | Zoltán Kammerer, Gábor Kucsera               | HUN Hungria       | 3:15.049 |
| 5    | Mike Walker, Steven Ferguson                 | NZL Nova Zelândia | 3:15.329 |
| 6    | Philippe Colin, Cyrille Carre                | FRA França        | 3:16.532 |
| 7    | Krists Straume, Kristaps Zaļupe              | LAT Letônia       | 3:19.387 |
| 8    | Shen Jie, Huang Zhipeng                      | CHN China         | 3:22.058 |
| DSQ  | Adam Seroczyński, Mariusz Kujawski           | POL Polônia       | 3:14.828 |